# Odyssey (popgroep)
Odyssey is een van oorsprong Amerikaanse band uit New York, die sinds 1977 actief is. Hun grootste populariteit hadden ze eind jaren zeventig en begin jaren tachtig. Hun bekendste nummers zijn Native New Yorker, Use It Up and Wear It Out, Going Back to My Roots en Inside Out. Odyssey opereert tegenwoordig vanuit het Verenigd Koninkrijk en bestaat uit Steven Collazo, Kay Jay Sutherland en Michelle John.

## Geschiedenis
De groep werd in 1968 opgericht en bestond oorspronkelijk uit de zussen Lillian (16 november 1935 - 4 september 2012), Louise (22 februari 1933 - 28 januari 2015) en Carmen Lopez (12 juli 1934-22 april 2016); ze toerden als The Lopez Sisters. Vlak daarna hield Carmen het voor gezien en besloten de zussen voor de oprichting van Odyssey een mannelijke opvolger te zoeken. De Filipijnse bassist-zanger Tony Reynolds sloot zich aan vlak nadat Native New Yorker de 21e plaats behaalde in de Amerikaanse hitlijst. In Europa was het succes van deze Frankie Valli-cover groter met onder meer een Engelse top 5-notering. Ten tijde van het debuutalbum was Reynolds alweer vertrokken; hij werd elektricien bij de New Yorkse politie en trad daarnaast op als lid van een personeelsband totdat hij op 2 februari 2010 kwam te overlijden. Reynolds werd vervangen door Bill McEachern die onder meer de leadzang deed op Going Back To My Roots; deze cover van ex-Motown-songschrijver Lamont Dozier werd in Nederland de grootste hit naast Use It Up and Wear It Out. In deze periode werd ook Lilians zoon Steven Collazo aan de groep toegevoegd als toetsenist, zanger en muzikaal leider. 
In 1987 werden Inside Out en Going Back To My Roots opnieuw uitgebracht als remix; Odyssey verscheen in enkele tv-programma's waaronder Toppop om laatstgenoemde single te playbacken. McEachern was inmiddels vervangen door Al Jackson, en na het vertrek bij platenlabel RCA kwam Collazo in de plaats van Louise. In deze bezetting bleef Odyssey optreden in Europa en het Midden-Oosten. Jackson en Lopez trouwden in 2000 om drie jaar later de muziekwereld vaarwel te zeggen. Lopez overleed op 4 september 2012 aan kanker.
Ondertussen verscheen er in 2011 na 26 jaar een nieuw studioalbum; Legacy waarop Collazo met de tweeling Annis en Anne Peters een eigen wending gaf aan de Odyssey-sound. In 2013 werd de tweeling vervangen door Jerdene Wilson en Romina Johnson die ooit gastzangeres was op The Artful Dodger's Movin' Too Fast. Na de release van de ep Together in 2014 werden zij op hun beurt vervangen door Kay Jay Sutherland en Michelle John.
In 2017 werd Native New Yorker opnieuw uitgebracht ter gelegenheid van het veertigjarig jubileum.

## Covers
- Esther Phillips en Black Box  namen eveneens covers op van Native New Yorker. Samples doken op in nummers van de bands Loose Cannons (New York City Girls) en Kluster (My Love).
- Phyllis Hyman nam in 1981 het twee jaar oude Don't Tell Me, Tell Her op voor haar album Can't We Fall In Love Again ?
- Electribe 101 scoorde in 1990 een bescheiden hit met de houseversie van Inside Out.
- Tindersticks coverden If You're Lookin' for a Way Out op hun album Simple Pleasure uit 1999.
- Village People-groepslid Felipe Rose was een van de artiesten die eveneens eveneens een cover uitbracht van Going Back To My Roots. Zijn versie uit 2018 leverde hem een Native American Music Award op.

## NPO Radio 2 Top 2000
Van Odyssey stond alleen Going Back to My Roots in 1999 in de NPO Radio 2 Top 2000, op plek 1835.